# Epsilon Centauri

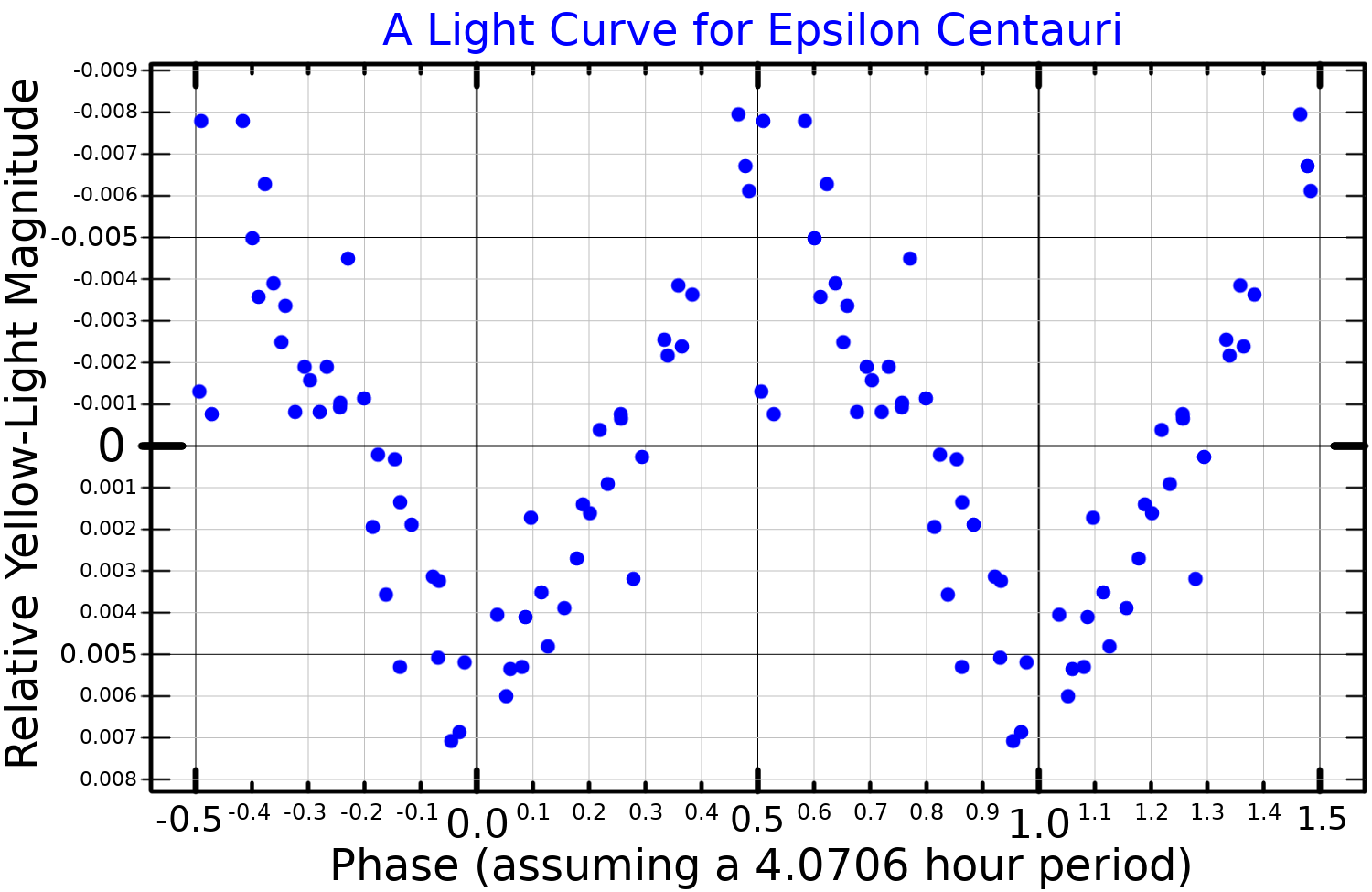
Lichtkromme van Epsilon Centauri

Epsilon Centauri is een ster in het sterrenbeeld Centaur. De ster heeft is heeft type B spectraalklasse en is vanuit de Benelux niet te zien. Epsilon Centauri behoort tot de Beta Cephei-veranderlijken.